# República do Don
A República do Dom (em russo: Донская республика), mais tarde conhecido como o Todo-Poderoso Hoste do Dom (em russo: Всевеликое войско Донское), foi uma república antibolchevique independente e autoproclamada, formada pelas Forças Armadas do Sul da Rússia no território dos cossacos do Dom contra a outra autoproclamada República Soviética do Dom. A República do Dom existiu durante a Guerra Civil Russa após o colapso do Império Russo de 1918 a 1920.
Em abril de 1918, após a libertação de Novocherkassk do controle da República Soviética do Dom, um Governo Provisório do Dom foi formado sob o G. P . Ianov. No dia 11 de maio, foi aberto o "círculo para a Salvação do Dom", que organizou a guerra antibolchevique. Em 16 de maio de 1918 , Pyotr Krasnov foi eleito Ataman da república do Don. Em 17 de maio de 1918, Krasnov apresentou as "Leis Básicas da Hoste do Grande Dom". Seus 50 pontos incluíam a inviolabilidade da propriedade privada e aboliram todas as leis promulgadas desde a abdicação de Nicolau II . Krasnov também encorajou o nacionalismo. De acordo com Peter Kenez, "Essa nova preocupação com as glórias do passado permitiu com que os cossacos retornarem  a luta contra os seus inimigos bolcheviques como uma guerra de libertação nacional, e não apenas uma guerra para defender os seus interesses próprios  contra os seus concidadãos ".
A República do Dom reivindicava o território da região do Dom com a cidade de Novocherkassk como sua capital. Administrativamente, a República do Dom foi dividida em dez okrugs, cobrindo uma área localizada nas regiões de Rostov e Volgogrado da RSFSR e nas regiões de Lugansk e Donetsk da vizinha República Soviética de Donetsk–Krivoy Rog .
Segundo Peter Kenez, "Krasnov nomeou Semenov, um dos oficiais do exército, como 'governador' da província de Voronezh (a parte que havia sido libertada) e o Coronel Manakin 'governador' da província de Saratov." :176
A República do Dom deixou de existir depois que os Cossacos do Dom, que formavam uma parte significativa do Exército Branco, foram derrotados pelo Exército Vermelho na Guerra Civil Russa . Muitos dos cossacos russos no Dom foram submetidos à descossaquização em 1919-1921, durante a fome soviética de 1932-33 e por causa da repatriação de cossacos após a Segunda Guerra Mundial pelo Reino Unido para a União Soviética, resultando no eventual desaparecimento do movimento da resistência dos cossacos da região do Don contra à União Soviética.